# Longilaimus brachyuris
Longilaimus brachyuris är en rundmaskart som beskrevs av Allgen 1959. Longilaimus brachyuris ingår i släktet Longilaimus och familjen Monhysteridae. Inga underarter finns listade i Catalogue of Life.